# 奧斯本 (密蘇里州)
奧斯本（英語：Osborn）是位於美國密蘇里州克林頓縣及迪卡爾布縣的城市。

## 人口
根據2020年美國人口普查的數據，奧斯本的面積為1.48平方千米，皆為陸地。當地共有人口374人，而人口密度為每平方千米253人。